# Sydenham (Londyn)
Sydenham – dzielnica Londynu, leżąca w gminie Lewisham W 2011 dzielnica liczyła 15 605 mieszkańców.